# 斋河
齋河，又譯沚河（越南语：／），又名㵢江（越南语：／），一条流经中国云南省马关县南部和越南西北部的国际河流，是泸江（上游中国境内称盘龙河）右岸支流。发源于越南河江省黄树皮县东部西崑嶺西南坡，向西流经箐门县，先是成为河江省箐门县与老街省北河县和新马街县的界河，右纳白河后成为中越两国界河，右岸是中国云南省马关县，左岸是越南老街省新马街县，西流至马关县小坝子镇金竹棚村委会拉气西南右纳大梁子河后转西南流，成为越南老街省孟康县与新马街县、北河县的界河，之后流经北河县西南部，保安县中部，在安沛省陆安县中部流入托婆水电站库区托婆湖，自安平县托婆市镇出库后东南流，成为安平县与宣光省安山县、富寿省端雄县的界河，最后于端雄市镇以北汇入泸江。
斋河界河段河长9.1千米，中国境内流域面积1768平方千米，在中國境內的支流有南北河、白河、河浦河及大梁子河。
斋河历史上又作黑河、大赌咒河，清朝期间，中越两国此段边界出现较大争议。